# Dzielnica żydowska w Eisenstadt

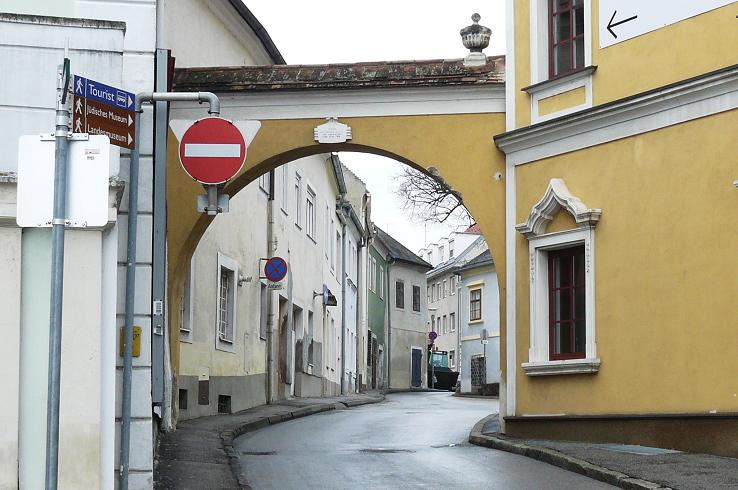
Wejście do dzielnicy żydowskiej – Plac Jerozolimski

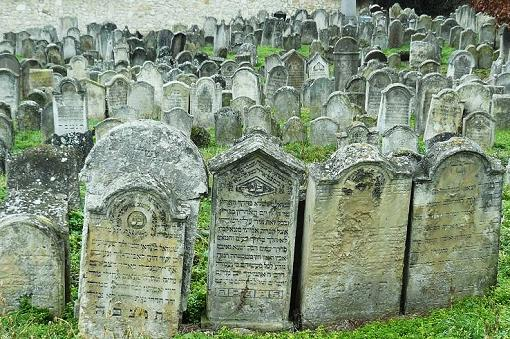
Kirkut

Dzielnica żydowska w Eisenstadt – teren byłej dzielnicy (getta) żydowskiego, znajdujący się w Eisenstadt – stolicy austriackiego Burgenlandu.

## Położenie

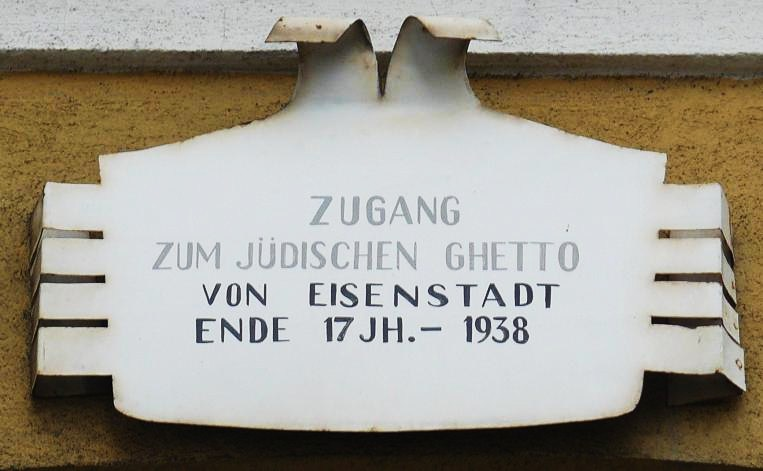
Tablica informacyjna

Dzielnica rozpościera się wzdłuż ulicy Unterbergstrasse i Placu Jerozolimskiego (Jerusalemplatz) na zachód od zabytkowego centrum miasta i pałacu Esterházych.

## Historia i zabytki
Getto żydowskie powstało w Eisenstadt prawdopodobnie już w XIII w. Rozwinęło się w XVII w., a likwidacji uległo w 1938 za sprawą władz nazistowskich. Obecnie na terenie dzielnicy mieści się największe w Austrii Muzeum Żydowskie, poświęcone historii i obyczajom tutejszych Żydów. W północnej części (na tyłach szpitala) mieści się dobrze zachowany kirkut. Od strony Placu Jerozolimskiego stoi jedyny z dwóch, zachowany słup z łańcuchem (z 1862), który przeciągano podczas świąt i szabasu, tak aby nikt nie zakłócał spokoju i modlitwy. Ostatni raz przeciągnięto go w 1938.
Dzielnica, nieco zniszczona podczas II wojny światowej, jest częściowo zabudowana banalną architekturą powojenną, jednak poszczególne jej części zachowały dawny klimat.

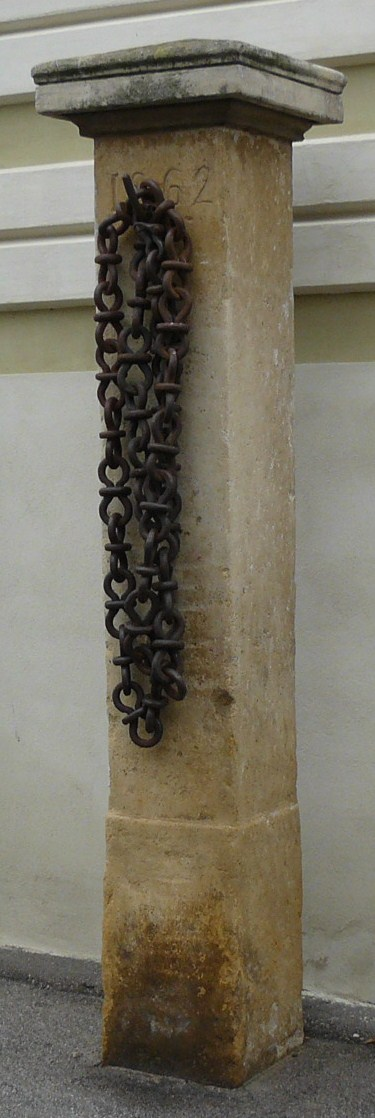
Słup z łańcuchem